# ヴァッカリッツォ・アルバネーゼ
ヴァッカリッツォ・アルバネーゼ（イタリア語: Vaccarizzo Albanese）は、イタリア共和国カラブリア州コゼンツァ県にある、人口約1,100人の基礎自治体（コムーネ）。

## 地理

### 位置・広がり

#### 隣接コムーネ
隣接するコムーネは以下の通り。
- アクリ
- サン・コズモ・アルバネーゼ
- サン・ジョルジョ・アルバネーゼ